# Dead Sleep
Pour plus de détails, voir Fiche technique et Distribution.
Dead Sleep est un thriller australien réalisé par Alec Mills, sorti en 1990.

## Fiche technique
- Titre original : Dead Sleep
- Réalisation : Alec Mills
- Scénario : Michael Rymer
- Production : Graham Burke, Greg Coote, Stanley O'Toole, Vincent O'Toole
- Musique : Brian May
- Photographie : John Stokes
- Montage : David Halliday
- Pays d'origine : Australie
- Genre : Thriller
- Durée : 100 minutes
- Dates de sortie : 1990

## Distribution
- Linda Blair : Maggie Healey
- Tony Bonner : Dr. Jonthan Heckett
- Andrew Booth : Hugh Clayton
- Christine Amor : Sister Kereby
- Sueyan Cox : Kaye
- Brian Moll : Dr. Shamberg
- Vassy Cotsopoulos : Thena Fuery
- Peta Downes : Jessica Sharp
- Craig Cronin : Dr. Lark
- Suzie MacKenzie : Wendy
- Christina Ongley : Debbie
- Bill French : Andrew Raffio
- Cameron Watt : l'administrateur
- Dianne Staines : réceptioniste
- Alan Edwards : Mr. Clayton
- Pam Byde : Mrs. Clayton
- Etienne Fourie : Henry
- Syrling Lyons : Mrs. McCarthy
- Slim DeGrey : Mr. McCarthy
- Laurel Edwards : la nourrice Alice
- Jane Dormaier : la nourrice Patricia
- Robert Roberts : le prêtre